# Gornji Kosinj
Gornji Kosinj is een plaats in de gemeente Perušić in de Kroatische provincie Lika-Senj. De plaats telt 192 inwoners (2001).